# 格奈烏斯·多米提烏斯·阿赫諾巴爾比 (32年執政官)

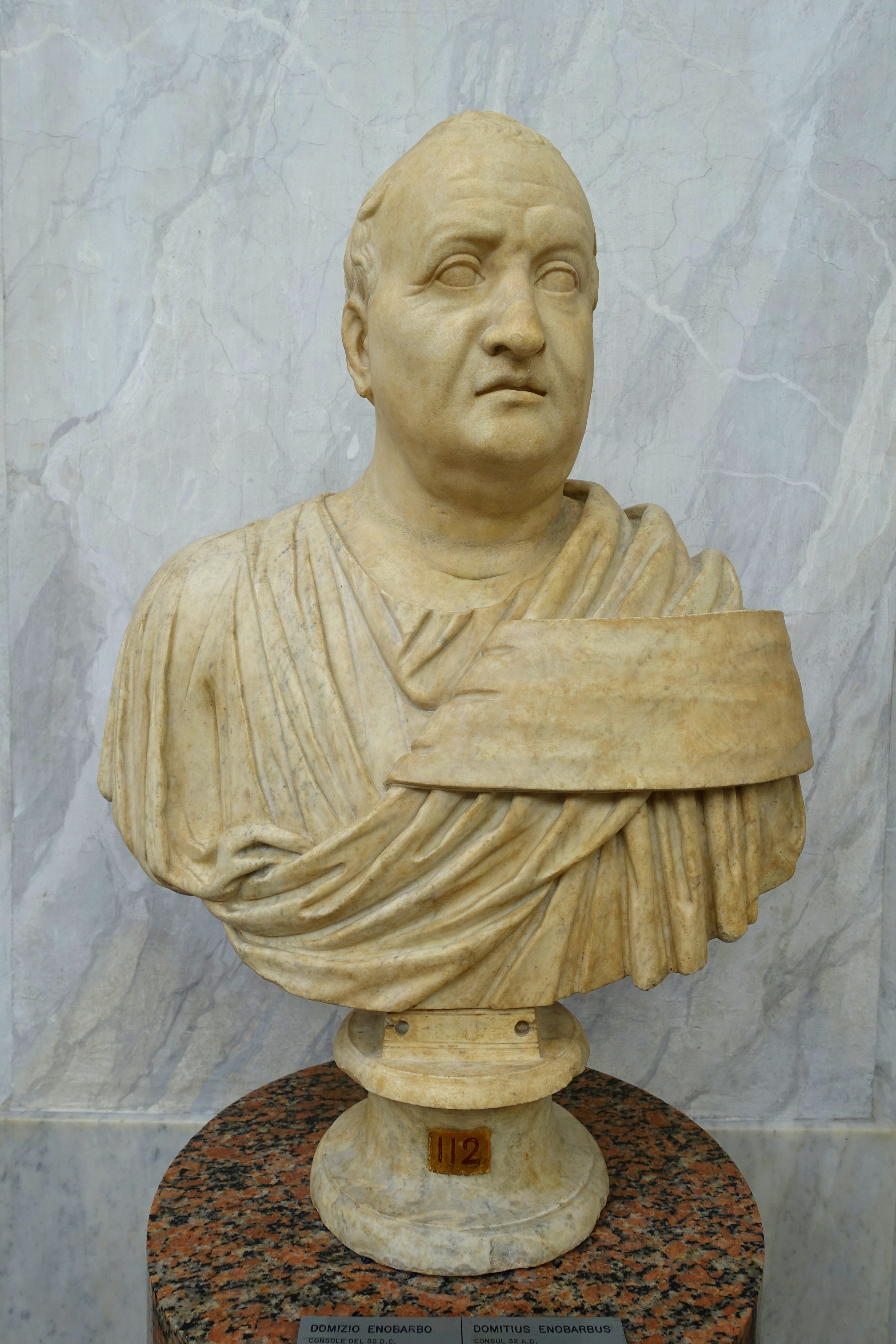
格奈烏斯·多米提烏斯·阿赫諾巴爾比

格奈烏斯·多米提烏斯·阿赫諾巴爾比（拉丁語：Gnaeus Domitius Ahenobarbus，前2年12月11日—41年1月）是古羅馬的一位執政官，儒略-克勞狄王朝的成員。
他的父親是盧基烏斯·多米提烏斯·阿赫諾巴爾比，亦為羅馬執政官。他的母親是大安東尼婭，馬克·安東尼與小屋大薇的女兒。他與卡利古拉的妹妹小阿格里皮娜結婚，兩人的兒子即為日後著名的皇帝尼祿。